# Herb gminy Jarocin (województwo podkarpackie)
Herb gminy Jarocin – jeden z symboli gminy Jarocin.

## Wygląd i symbolika
Herb przedstawia na tarczy trójdzielnej (dwudzielna w pas o górnym polu dwudzielnym w słup) w polu pierwszym czerwonym płot srebrny nad którym dwa złote sześcioszprychowe koła wozowe, w polu drugim błękitnym podkowę srebrną barkiem z krzyżem kawalerskim złotym między ocelami, w polu dolnym złotym wiewiórkę czerwoną trzymającą gałązkę dębową z zielonym liściem i żołędziem, także zielonym. Herb stanowi barwne odwzorowanie godła ze stempla gromadzkiego, używanego w XIX wieku przez wójta Jarocina. W obydwu górnych polach występują herby dawnych właścicieli Jarocina. Dwa koła wozowe nad płotem to przekształcony herb szlachecki Berszten II rodu Wierzchlejskich, natomiast podkowa i krzyż kawalerski pochodzą z herbu Jastrzębiec, którym pieczętował się ród Srokowskich. Wiewiórka natomiast to godło miejscowości Jarocin.